# Île des Dessous
L'Île des Dessous est une île située sur la Vienne appartenant à Valdivienne.

## Description
Elle s'étend sur plus de 380 m de longueur pour une largeur variant entre 20 et 120 m. 
Elle est entretenue dans le cadre de la ripisylve. Elle abrite vraisemblablement des castors.